# Georg Langerhans

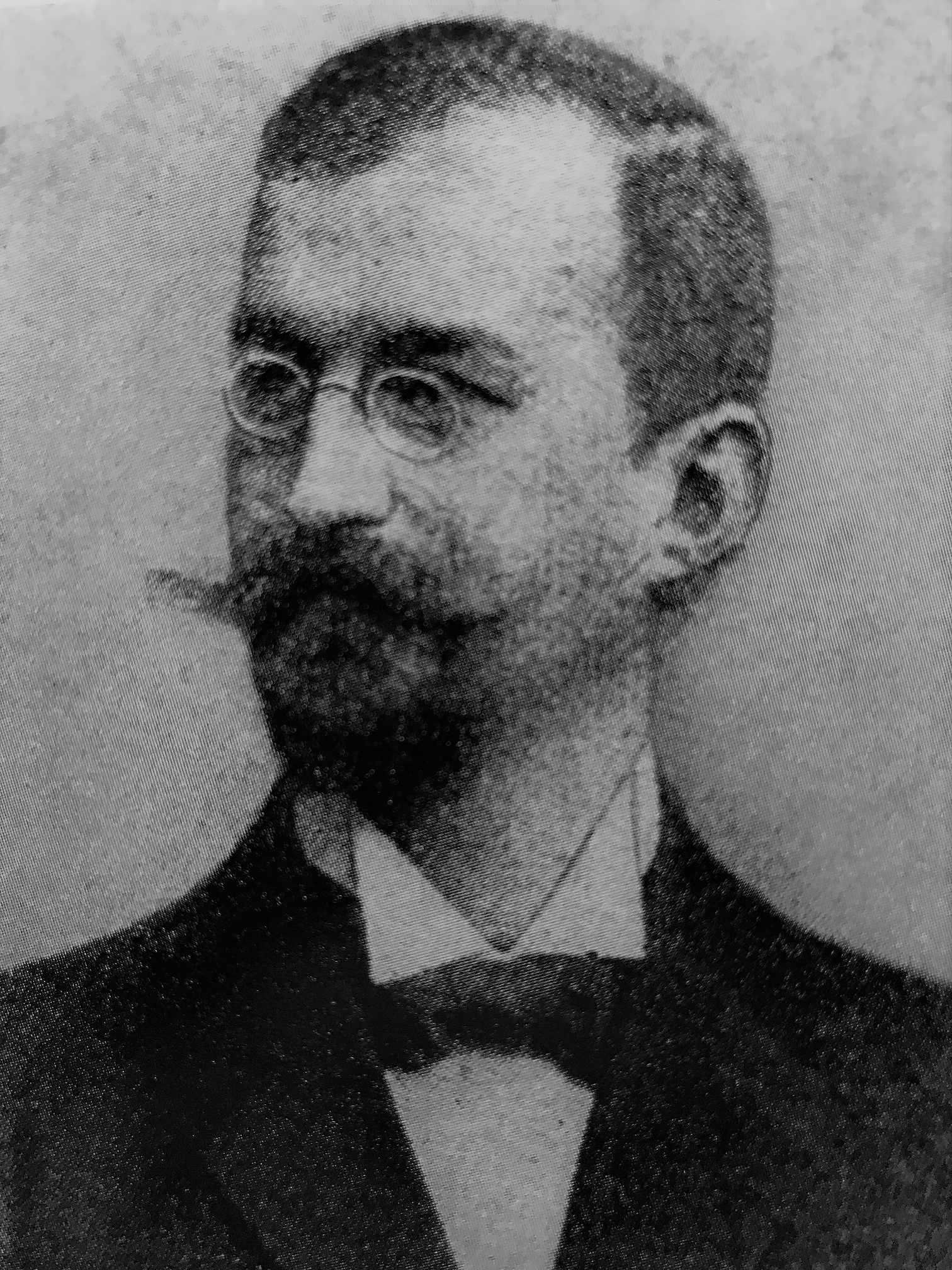
Georg Langerhans um 1906

Georg Langerhans (* 23. September 1870 in Frankfurt (Oder); † 8. März 1918 in Lichterfelde) war Bürgermeister von Köpenick (damals Cöpenick bei Berlin).

## Leben

Extrablatt zur Besetzung des Rathauses Köpenick am 16. Oktober 1906

Georg Langerhans, jüngster Sohn des Reichsgerichtsrats Wilhelm Langerhans, besuchte von 1880 bis 1889 das Königliche Gymnasium in Leipzig, studierte Jura und erlangte den Grad eines Doktor jur.
Am 31. Mai 1902 bewarb sich Georg Langerhans bei der Ausschreibung um eine besoldete Stadtratstelle im damaligen Cöpenick. Am 5. September 1902 wurde er dann von den Cöpenicker Stadtverordneten für eine Amtsperiode von 12 Jahren zum Stadtrat von Cöpenick gewählt. Bereits im Mai 1903 wurde er als Beigeordneter persönlicher Mitarbeiter des Ersten Bürgermeisters Gustav Borgmann. Nach dem Rücktritt Borgmanns aus gesundheitlichen Gründen wurde Langerhans am 23. Februar 1904 zum Ersten Bürgermeister von Cöpenick gewählt. Am 24. Oktober 1904 fand dann die Amtseinführung statt. In seiner Amtszeit wird das Köpenicker Straßennetz ausgebaut und ein leistungsfähiges Elektrizitäts-, Kanalisations- und Wasserversorgungssystem geschaffen.
Weltbekannt wurde Langerhans, als er zusammen mit seinem Oberstadtsekretär am 16. Oktober 1906 von dem Schuster Wilhelm Voigt, dem sogenannten Hauptmann von Köpenick, im Rathaus wegen angeblicher Abrechnungsbetrügereien festgenommen und anschließend zur Neuen Wache nach Berlin geschafft wurde, während der falsche Hauptmann die Köpenicker Stadtkasse beschlagnahmte. Aus Scham über seine unrühmliche Rolle bei dem Vorgang erklärte Langerhans am 19. Oktober 1906 seinen Rücktritt, nahm aber auf Bitten des Magistrats am 24. Oktober 1906 seine Amtsgeschäfte wieder auf.

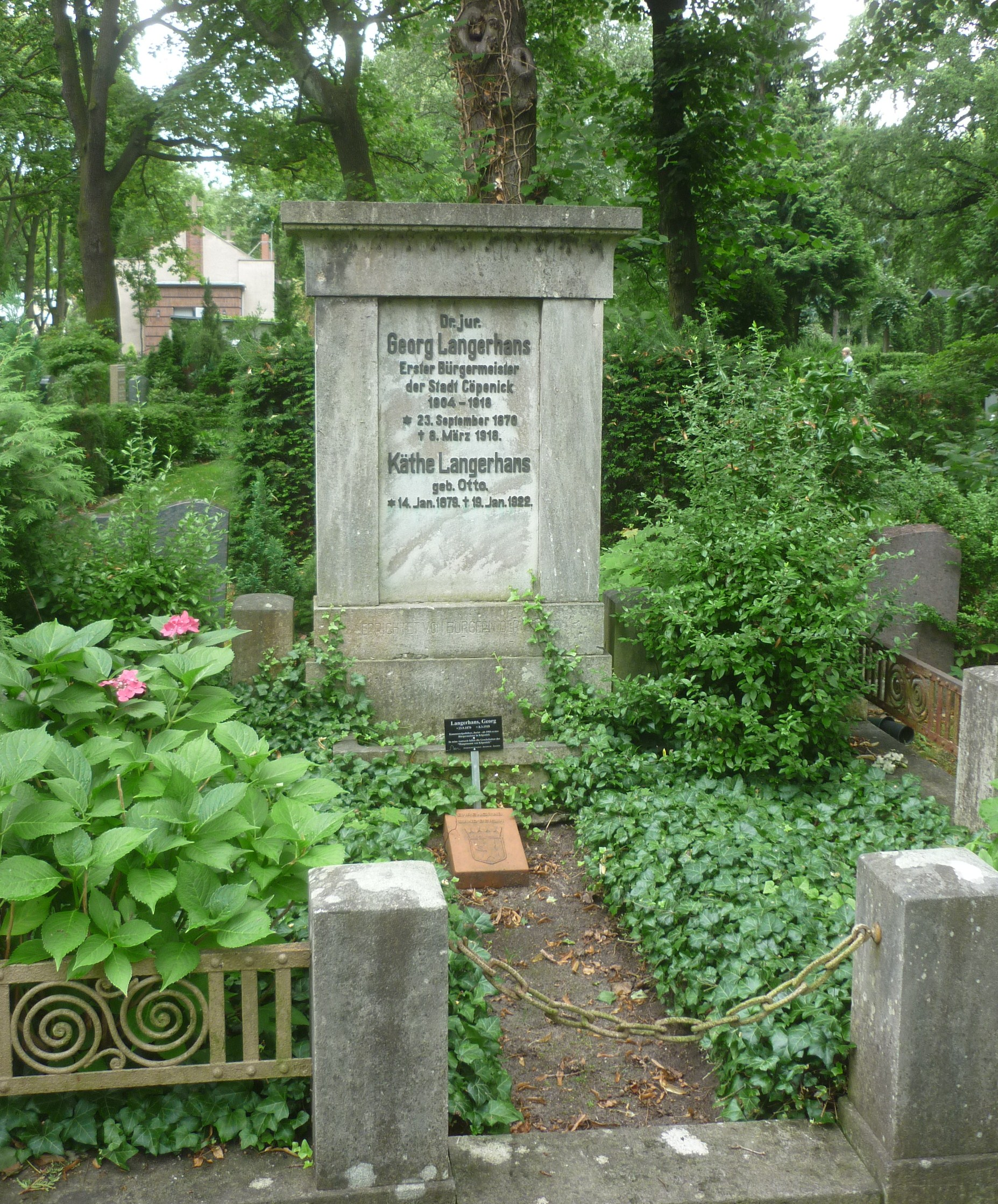
Grabstätte

Während des Ersten Weltkrieges wurde Langerhans als Oberleutnant der Infanterie am 9. Juni 1915 für ein Jahr zum Wehrdienst eingezogen und als „Kaiserlicher Bürgermeister“ der Stadt Łomża im damals von den Deutschen besetzten Russisch-Polen eingesetzt. Während seiner Dienstzeit wählten ihn die Cöpenicker Stadtverordneten am 2. Juli 1915 in Abwesenheit mit 100 Prozent der Stimmen erneut für 12 Jahre zum Ersten Bürgermeister. Im Sommer 1917 erkrankte Langerhans an einer schweren Rippenfellentzündung, an der er dann im Stubenrauch-Krankenhaus in Groß-Lichterfelde verstarb. Auf dem Friedhof der Laurentiusgemeinde in Köpenick liegt das Ehrengrab von Langerhans und seiner Frau Käthe.
Nach Georg Langerhans ist im Berliner Stadtteil Köpenick eine Straße benannt.
Georg Langerhans war verheiratet mit Käthe (geb. Otto, * 14. Januar 1879, † 19. Januar 1922). Er hatte drei Kinder (Heinz, * 22. Februar 1904, † 4. Mai 1976; Eva, * 28. September 1905, † 20. April 2000 und Marie Katharina, * 31. Mai 1911, † 31. Dezember 1992).
Die Figur des Köpenicker Bürgermeisters „Doktor Obermüller“ in Carl Zuckmayers Stück „Der Hauptmann von Köpenick“ ist Langerhans grob nachempfunden.